# Lennart Blom i Stockholm
Sven Torsten Lennart Blom (Blom i Stockholm), född 24 juli 1925 i Stockholm, död 7 september 1990 i Västerleds församling, var en svensk politiker (moderat).
Lennart Blom var industriborgarråd i Stockholms stad 1971–1979 och riksdagsledamot för Stockholms kommuns valkrets 1979–1988. Han var gift med Birgitta Blom. Makarna är begravda på Bromma kyrkogård.